# Myrmica aloba
Myrmica aloba (лат.) — вид мелких муравьёв рода Myrmica из подсемейства мирмицины (Myrmicinae).

## Распространение
Западная Палеарктика: страны Средиземноморья (Балеарские острова, Испания, Португалия, Франция) и северная Африка (Тунис).

## Описание
Мелкие рыжеватые муравьи длиной около 4—5 мм. Стебелёк между грудкой и брюшком состоит из двух члеников: петиолюса и постпетиолюса (последний четко отделен от брюшка), жало развито, куколки голые (без кокона).

## Классификация
Включён в состав видового комплекса scabrinodis complex из группы видов scabrinodis species group.

### Синонимы
- Myrmica rolandi Bondroit, 1918[3]
- Myrmica albuferensis Lomnicki, 1925